# Ulla Melchinger
Ulla Melchinger (* 1932; † 15. Mai 1969) war eine deutsche Fernsehansagerin und Schauspielerin.

## Leben
Nach dem Krieg ließen sich das Ehepaar Melchinger mit der Tochter Ulla in Kelheim bei Regensburg nieder. Mit 16 Jahren ging Ulla als Haustochter nach München. Von ihrem Taschengeld bezahlte sie Stenographie- und Schreibmaschinenstunden. In einem amerikanischen Büro fand sie eine Anstellung. Danach wurde sie Hausmannequin  einer Sportbekleidungsfabrik. Bei einer Modenschau fiel sie Talentsuchern des Bayerischen Rundfunks auf. Die Kombination aus den hier zur Geltung gebrachten Grazie und Charme, ihren allgemeinen Tugenden Bescheidenheit und Fleiß sowie den im vorigen Beruf erworbenen Bürokenntnissen und Weltgewandtheit war geradezu ideal für einen Ansager-Job, denn  dieser war kein ausfüllender und musste daher mit hausinternen Bürodiensten unterfüttert werden. Ihre erste Ansage war die der regionalen Abendschau, später kamen bundesweit ausgestrahlte Einsätze hinzu. Sie gehörte somit zum Stamm der BR-Programmsprecher-Riege mit Petra Schürmann, Carolin Reiber, Ruth Kappelsberger und Anneliese Fleyenschmidt.
Eine Rolle in einem Lehrfilm zur Photochemie war ihr Einstieg in die Schauspielerei. Wie ernst sie es mit ihren neuen Karriere-Ambitionen nahm, wie zielstrebig sie vorging, verdeutlicht die Aufnahme von Schauspielunterricht neben ihren beruflichen Pflichten. Ihre erste Spielfilmrolle bekam sie im zweiten Teil der 08/15-Reihe. Die beiden folgenden  Spielfilmrollen brachten sie nicht voran, waren sie doch eher noch kleiner als die in ihrem Debüt.
Ihr eingeschlagener Weg entpuppte sich als Sackgasse und auf den verlassenen Pfad im Fernsehgeschäft konnte sie offenbar auch nicht mehr umkehren. Am 15. Mai 1969 warf sie sich vor einen Zug. Sie hinterließ Mann und Kind.

## Filmografie
- 1955: 08/15 Zweiter Teil
- 1955: Gestatten, mein Name ist Cox
- 1956: Kleines Zelt und große Liebe